# Tekststrip
Een tekststrip is een stripverhaal waarbij de tekst onder de prentjes staat weergegeven en tekstballonnetjes ontbreken.

## Geschiedenis
Tijdens de 19de eeuw en de eerste helft van de 20ste eeuw was de tekststrip het dominante genre in Europa. Twee bekende voorbeelden waren Wilhelm Busch' Max und Moritz en Mijnheer Prikkebeen door Rodolphe Töpffer. In de VS had de tekstballon al sinds eind 19de eeuw haar entree gemaakt en was hierdoor ook veel sneller ingeburgerd. Een van de eerste Europese striptekenaars die gebruikmaakte van tekstballonnetjes in zijn beeldverhalen was Hergé met De avonturen van Kuifje. In Nederland is de tekststrip veel langer blijven bestaan dan in andere landen. Tijdens de jaren 40 en 50 werden beeldverhalen als leesbederf beschouwd en hierdoor werd de tekststrip als de ideale manier gezien om van de jonge lezertjes een extra inspanning te vragen in plaats van simpelweg naar de plaatjes te kijken. Van sommige bekende tekststrips (Bommelsaga, Bruintje Beer) zijn echter ook versies met tekstballonnen beschikbaar. Andere, zoals Paulus de boskabouter en De avonturen van Pa Pinkelman, werden na hun verschijning in de kranten in oblongformaat uitgebracht. Dit waren "kleine", rechthoekige boekjes waarbij de verhalen in de stijl van een geschreven roman waren weergegeven, met (slechts enkele) prentjes uit de strip als begeleidende illustraties. De tekststrips van Pa Pinkelman zijn echter ook in albums uitgegeven.

## Bekende tekststrips
| Strip                                  | Periode     |
| -------------------------------------- | ----------- |
| De avonturen van Pa Pinkelman          | 1945 -1952  |
| Bécassine                              |             |
| Tom Poes                               | 1941 - 1986 |
| Bruintje Beer                          | 1929 -      |
| Bulletje en Bonestaak                  | 1922 - 1937 |
| Dick Bos                               | 1941 - 1968 |
| Eric de Noorman                        | 1946 - 1964 |
| Flippie Flink                          | 1933        |
| Fokkie Flink                           | 1945        |
| Kapitein Rob                           | 1945 - 1966 |
| Kappie                                 | 1945 - 1972 |
| Koning Hollewijn                       | 1954 - 1971 |
| Max und Moritz                         | 1865        |
| Olle Kapoen                            | 1946 - 1954 |
| Panda                                  | 1946 - 1991 |
| Paulus de boskabouter                  | 1946 - 1984 |
| Pol                                    | 1951 - 2005 |
| Prins Valiant                          | 1966 - 1968 |
| Vader & Zoon                           | 1968 - 1987 |
| De wonderlijke geschiedenis van Tripje |             |
| Yoebje en Achmed                       |             |
| Minter en Hinter                       | 1959 - 1961 |